# Noam Chomsky
Dr. Avram Noam Chomsky (født 7. december 1928 i Philadelphia, Pennsylvania) er en amerikansk forfatter, filosof, politisk aktivist og professor i lingvistik. Chomsky betegner sig selv som libertærsocialist og er erklæret anarkist, og han er særligt kendt for sine venstreorienterede debatindlæg og bøger. Chomsky er kritiker af kapitalismen.

## Liv og karriere
Noam Chomsky blev født i East Oak Lane i Philadelphia, Pennsylvania. Hans far, William Chomsky, var oprindeligt ukrainer og arbejdede som professor i hebraisk, og moderen hed Elsie Chomsky (født Simonofsky). Jiddisch var forældrenes første sprog, men det var forbudt i hjemmet.
Som professor i lingvistik ved Massachusetts Institute of Technology blev han skaber af Chomsky-hierarkiet, en klassifikation af formelle sprog.
De seneste år har han desuden markeret sig som deltager i den globaliseringskritiske bevægelse.

## Bøger
Bogudgivelser på dansk af Noam Chomsky:
- Amerikas magt og de nye mandariner 2.bd. (Gyldendals Uglebøger, 1970)
  - Bind 1: Objektivitet og liberal videnskab
  - Bind 2: Magt og modstand
- Amerikas krig mod Asien (Gyldendals Logbøger, 1971)
- Sprog og bevidsthed (Gyldendals Uglebøger, 1974)
- Om sprog (Gyldendal, 1977)
- Erkendelse og frihed (Gyldendals Uglebøger, 1977)
- Den femte frihed: Om magt og ideologi i USA's udenrigspolitik (Forlaget Tiden, 1988)
- 11. september (Forlaget Bindslev, 2002)
- Magt og terror (Forlaget Bindslev, 2003)
- Hegemoni eller overlevelse – Amerikas jagt på verdensherredømmet (KLIM, 2006)

## Film
- Requiem for the American Dream (Dokumentarfilm af Peter D. Hutchison, Kelly Nyks og Jared P. Scott, 2016)